# 滕多伊 (愛達荷州)
滕多伊（英語：Tendoy）是位於美國愛達荷州萊姆哈伊縣的一個非建制地區。該地的面積和人口皆未知。

## 地理
滕多伊的座標為44°57′34″N 113°38′41″W / 44.95944°N 113.64472°W，而該地的平均海拔高度為1476米（即4842英尺）。